# Клаудије Птолемеј
Клаудије Птолемеј (2. век) из Александрије, последњи од великих хеленских математичара, географа, астронома, астролог и музички теоретичар. Вероватно рођен у Тебаиди у граду званом  Ptolemais Hermiasov, а умро у Александрији. Он је сакупио целокупно дотадашње астрономско знање и објавио га у свом капиталном делу Велики зборник астрономије. Ово дело ће под називом Алмагест у Европу много векова касније донети Арапи.
У Зборнику Птоломеј је прихватио геоцентрични систем па је говорио је да су звезде закачене за небеску сферу, да се Земља налази у њеном центру, а да Сунце и планете (тзв. луталице) круже око Земље. Неравномерно кретање планета по небеском своду (јер оне праве петље, понекад иду „уназад") објаснио је кретањем по епициклима. Епицикл је кружница по којој се креће планета, а центар кружнице се креће око Земље. Геоцентрични систем ће бити одбачен у 16. и 17. веку у корист хелиоцентричног система након Коперникових, Кеплерових и Галилејевих открића.
Посебан допринос земљописној (географској) науци и картографској спознаји античкога света је дао делом  Географска упутства  (грч. Γεωγραφιϰὴ ὑφήγησις), којим је стекао глас светског учењака. Дело од 8 књига, укључујући и карте тада познатога света, није сачувано у изворнику већ у многим средњовековним преписима (препис Максима Плануда на латинском, Урбински препис или Codex Urbinas Graecus из 13. века). Координатна мрежа направљена је у коничној пројекцији с почетним меридијаном на Канарима. У осмој књизи налази се карта под насловом Пета карта Европе (лат. Quinta Europae Tabula) с врло темељитим приказом Илирика и Паноније (имена античких локалитета и њихове координате).
На подручју музике, Птолемеј је оставио тросвешчано дело О хармонији (грч. Ἁρμονιϰά), у којем је сабрано најпрегледније знање о античкој теорији музике. Састоји се од расправа о начелима хармоније и акустике, о теорији интервала и родова те о такозваном савршеном систему (грч. σύστημα τέλειον), о односима тонова и делова душе те небеских тела, те од описа мерних инструмената хеликона и монокорда. Птолемеј се залагао за двоструке критерије пресуде ваљаности музичких дела: разумске, с помоћу математичких прорачуна, и емпиријске, на темељу слуха.

## Доприноси
Птоломеј је написао неколико научних расправа, од којих ће три одиграти знатну улогу у развоју исламске и европске науке. Прва од тих астрономска је расправа која је данас позната као Алмагест (на грчком, Η Μεγάλη Σύνταξις, Велика расправа, изворно Μαθηματική Σύνταξις, Математичка расправа). Друга је Географска упутства, која представља темељит приказ земљописнога знања грчко-римскога света. Трећа је астролошка расправа позната као Тетрабиблос (Четверокњижје) у којој он покушава да хороскопску астрологију прилагоди тадашњој Аристотеловској филозофији природе. Такође је објавио и велик број астрономских карата, које су у раздобљу ренесансе имале велик утицај на развој европског земљописа и картографије. Детаљно је разрадио геоцентрични систем који је по њему назван Птоломејев систем.

### Алмагест
Алмагест (арап. : Najveće [delo]), наслов, у арапском преводу, Птолемејевог капиталног дела Велики научни систем [астрономије] написана на грчком (‛Hμεγίστη σύνταξıς) у 13 томова, с потанким приказом геоцентричног система. Укључује и каталог 1022 звезде с податцима о њиховим положајима и звезданим величинама. Каталог потиче вероватно од Хипарха.
У делу од 13 књига Велики математички систем астрономије (грч. Μεγάλη μαϑηματιϰὴ σύνταξις τὴς ἀστρονομίας), познатијем као Алмагест, према наслову арапског превода у којем је сачувано, систематски је изложио античку науку о свемиру у оквиру геоцентричног система. Тај се систем (Птолемејев систем) заснива на претпоставци да се Сунце, планете и звезде крећу око Земље као непомичног средишта свемира. Иако се заснивала на погрешној претпоставци, та се теорија добро слагала с посматрањима кретања планета. Тек је Коперниковом теоријом (1500) Птолемејев систем замијењен хелиоцентричним системом. Алмагест је научни текст с најдужом употребом, све до почетка 17. века и Јохана Кеплера. Птолемеј је усавршио и математичку теорију кретања Месеца, Сунца и планета, у бољем складу с опажањима, извео теорију помрачења и изнео нове геометријске доказе и теореме. Хипархов каталог положаја звезда надопунио је на 1022 звезде.

### Птолемејева хипотеза
Птолемејев хипотеза изражава везу између дијагонала и страница тетивнога четвороугла: „У сваком је тетивном четвероуглу продукт дијагонала једнак збиру продуката дужина супротних страница”:
{\displaystyle |{\overline {AC}}|\cdot |{\overline {BD}}|=|{\overline {AB}}|\cdot |{\overline {CD}}|+|{\overline {BC}}|\cdot |{\overline {AD}}|}
Ова се хипотеyа примењује и у тригонометрији.